# Brenda Costa
Brenda Costa (nascida a 8 de Novembro de 1982, no Rio de Janeiro, Brasil) é uma modelo brasileira e anterior nadadora.

## Biografia e dados pessoais
Mede 177 cm de altura e é surda de nascença.
Embora surda, Brenda consegue falar o básico para comunicar com os ouvintes e entender-se com os demais, facto que deve às aulas que teve de terapia da fala, desde os dois anos.
A sua carreira de modelo começou quando Brenda tinha 16 anos, depois de ter sido descoberta no bairro de Ipanema, pelo dono da Agência Mega, que tinha um filho surdo e foi o primeiro a acreditar na sua carreira. Aprendeu a desfilar lendo os lábios dos produtores. Com 19 anos, começou a sua carreira internacional em Nova York, nos EUA, onde viveu dois anos.
Esteve na capa de Abril de 2004 da edição francesa da revista ELLE. Brenda aparece em campanhas da Baby Phat, L'Oréal, Sergio Rossi e Enfasis Lingerie.
Brenda vive em Londres, tendo, antes, morado em Paris por três anos, onde lançou a autobiografia Bela do Silêncio. O livro foi lançado primeiro em Paris, e em Março de 2007, a obra foi traduzida para o espanhol e foi lançada em Barcelona. Fez cirurgia para implante coclear, em França, em 2007. Segundo dados de Fevereiro de 2008, Brenda engravidou de seu namorado, Karim Al-Fayed, herdeiro da Harrod's.